# Manchester et Liverpool
« Manchester et Liverpool » (укр. "Манчестер і Ліверпуль") - пісня французької співачки Марі Лафоре (Marie Laforêt). 
Мелодію написав Андре Попп (André Popp) в 1966 році і тоді ж записана оркестром Франка Пурселя (Franck Pourcel). У 1967 році поет пісняр Едді Марні (Eddy Marnay) написав слова, і пісня була виконана Марі Лафоре. Існує також переклад пісні англійською.
Переклад слів пісні російською був зроблений Роберта Рождественського «Я прошу тебя простить…» ("Я прошу тебе пробачити ...") пісню виконували, зокрема, Лев Лещенко та Муслім Магомаєв. Український переклад пісні виконав Володимир Книр.
```
Manchester et Liverpool
Je me revois flânant le long des rues
Au milieu de cette foule
Parmi ces milliers d´inconnus
```

```
Manchester et Liverpool
Je m´en allais dans tous les coins perdus
En cherchant ce bel amour
Que près de toi j´avais connu
```

```
Je t´aime, je t´aime
Que j´aime ta voix qui me disait
Je t´aime, je t´aime
Et moi j´y croyais tant et plus
```

```
Manchester est devenu triste
Et Liverpool vient pleurer sur la mer
Je ne sais plus si j´existe
Les bateaux blancs craignent l´hiver
```

```
Manchester est sous la pluie
Et Liverpool ne se retrouve plus
Dans la brume d´aujourd´hui
L´amour lui aussi s´est perdu
```

```
Je t´aime, je t´aime,
J´écoute ta voix qui me disait
Je t´aime, je t´aime
Et je n´y croirais jamais plus.
```

Український варіант (з французької переклав Володимир Книр):
Манчестер і Ліверпуль.
Знов я - на вулицях, мені близьких.
Добре знаний мною пульс
цих вулиць мокрих і слизьких.
Манчестер і Ліверпуль.
Я давнім є знайомцем цим містам.
Знов шукаю я на вул-
ицях своє кохання там.
"Кохаю, кохаю".
Казати це було так легко вам:
"Кохаю, кохаю".
І вашим вірив я словам.
Манчестер - в сльозах однак,
і Ліверпуль - так само дощовий.
Я - давно вже одинак,
й хто зна, чи досі ще живий.
Манчестер - в тумані весь,
а Ліверпуль сховався під плащем.
Всі зусилля - нанівець,
кохання десь там, за дощем.
Манчестер - сльоза в очах,
і Ліверпуль - на плечах дощовик.
Ви, либонь - десь тут, хоча
чи ми живі, що я, що ви?
Манчестер - в тумані весь,
а Ліверпуль - не серці тужний щем.
Всі зусилля - нанівець,
Кохання десь там, за дощем.
"Кохаю, кохаю".
Казати це було так легко вам:
"Кохаю, кохаю".
Та я не вірю вже словам.

## Саундтрек Центрального телебачення СРСР-Росії
В Радянському Союзі була широко відома передусім мелодія цієї пісні, без слів - вона у виконанні естрадно-симфонічного оркестру без вокалу протягом багатьох років слугувала саундтреком прогнозу погоди радянської, а потім російської Центральної державної політично-інформаційної програми "Время" ("Час").